# Chionea belgica
Chionea belgica är en tvåvingeart som först beskrevs av Becker 1912.  Chionea belgica ingår i släktet Chionea och familjen småharkrankar. Inga underarter finns listade i Catalogue of Life.